# Obrechies
Obrechies é uma comuna francesa na região administrativa de Altos da França, no departamento do Norte. Estende-se por uma área de 5.45 km². Em 2010 a comuna tinha 275 habitantes (densidade: 50,5 hab./km²).